# Sindicat Democràtic d'Estudiants de la Universitat de Barcelona
El Sindicat Democràtic d'Estudiants de la Universitat de Barcelona fou un sindicat d'estudiants de caràcter unitari constituït formalment a Barcelona el 9 de març de 1966.

## Antecedents directes
Sota la dictadura franquista era obligatòria l'afiliació de tots els estudiants al Sindicat Espanyol Universitari (SEU). Davant de la creixent contestació estudiantil 1965 el règim substitueix el SEU per una altra organització oficial d'afiliació obligatòria: les Associacions Professionals d'Estudiants (APE) i el rector de la Universitat de Barcelona, Francisco García-Valdecasas, convoca eleccions per a la tardor de 1965.

## Les eleccions de la tardor de 1965
El moviment estudiantil, després de rebutjar les APE, inicia un debat sobre com encarar la convocatòria electoral. El resultat és la creació del Sindicat Democràtic d'Estudiants de la Universitat de Barcelona (SDEUB) i la realització d'unes eleccions alternatives a les oficials, així com la crida a no participar en aquestes.
Les eleccions alternatives tenen lloc entre el 25 d'octubre i el 30 d'octubre a les facultats d'Econòmiques, Filosofia, Ciències, Dret, Arquitectura, Enginyers i Enginyers Tèxtils de Terrassa, i Belles Arts. Tres setmanes més tard, seguint les consignes de l'SDEUB, les eleccions oficials van anar acompanyades de forts índexs d'abstenció o de vot en blanc.

## LaCaputxinada
Fruit d'aquest èxit, l'assemblea constituent del Sindicat Democràtic d'Estudiants de la Universitat de Barcelona es reuneix el 9 de març de 1966 al convent dels caputxins de Sarrià (Barcelona), amb el suport dels religiosos, i cercant la protecció jurídica de què gaudia el convent gràcies als acords subscrits entre el règim franquista i l'església catòlica. A l'acte hi assisteixen 500 delegats estudiantils, diversos professors i 33 personalitats destacades del món de la cultura, com Jordi Rubió i Balaguer, Joan Oliver, Salvador Espriu, Antoni Tàpies i Maria Aurèlia Capmany, entre d'altres.
La policia del règim, però, detecta el moviment i sotmet el convent a un setge de tres dies, a l'espera de detenir els participants a l'acte. Els religiosos donen suport als estudiants i es neguen a entregar-los a la policia i comparteixen amb ells aliments i estances. Aquests fets són coneguts com La Caputxinada.
El setge policíac provoca grans manifestacions de solidaritat i la vaga general universitària de Barcelona. L'acció policial finalment acaba desarticulant formalment el sindicat, però desencadena un seguit de mobilitzacions en l'àmbit universitari que ja no s'aturarà fins a la transició.

## Incidència històrica
Més enllà de la incidència en el món estrictament universitari, després de més de vint anys de dictadura militar, és el primer cop en què l'oposició antifranquista aconsegueix desmuntar un dels organismes del règim. Aquesta lluita es caracteritzà, per primer cop sota el franquisme, per la sòlida unitat de totes les forces democràtiques: les més moderades no només no van excloure els comunistes del PSUC, sinó que n'acceptaren el paper hegemònic. L'experiència unitària del SDEUB fou el primer assaig d'una nova estratègia de l'oposició que desembocaria en la creació de l'Assemblea de Catalunya el 1971.

## Antecedents de laCaputxinada
Des de les eleccions dels delegats al Sindicat Democràtic, fins a la seva l'Assemblea Constituent, els delegats van tenir molt complicada la seva tasca, tant pel que fa a la clandestinitat de les seves trobades, com pel comportament poruc de la ciutadania en general. Aquests esdeveniments anteriors a La Caputxinada, varen donar fe del desmesurat temor, fins i tot, per institucions molt catalanes, posant al descobert la poca capacitat encara, per a l'alliberament del franquisme. Amb aquest panorama social, els problemes per reunir-se els responsables de tirar endavant el Sindicat, anaven creixent; fins a arribar el moment en què hom ja no sabia on demanar acolliment. Va ser un membre del mateix grup de delegats del Sindicat qui va comprometre la seva petita estança. Allí es varen tenir dues de les tres últimes reunions, abans de la de Sarrià, ja que la tercera es va celebrar ja - a vigílies de La Caputxinada- al Carrer Baix de Sant Pere, acollits pels pares caputxins del Convent de l'Ajuda.
Segons alguns indicis, la policia ja hauria descobert, per alguna més que probable delació, el dia, el lloc i l'hora on s'haurien de trobar els delegats de les Facultats per aquesta tercera reunió. Efectivament, no es va errar. La policia va aparèixer al carrer Gravina de Barcelona, tancant amb els seus vehicles el carrer pels dos extrems, per tal d'enxampar-los a tots. L'astúcia, però, de l'encarregat d'acollir aquesta tercera reunió, va burlar la policia amb una estratègia que no podien esperar, i quan aquesta va arribar, al lloc ja no hi havia ningú. De fet, ja no hi havia arribat ningú: els membres delegats de les Facultats, en aquell moment, ja estaven reunits al Convent dels Caputxins de l'Ajuda (per cert, molt a prop de la caserna de la policia política de la Via Layetana, on s'havien torturat tants catalans). Allí, gràcies a la ràpida, i lúcida reacció del pare Lleó, de Villalba dels Arcs - que havia estat General de l'Ordre fins feia poc, es va posar en marxa tot el maquinari estratègic: els pares caputxins, totalment implicats, van preparar la fugida pels terrats, no fos cas que la policia hagués descobert finalment l'engany (estaven a la vora). Va ser en aquest lloc, que la comunitat es va oferir per acollir l'assemblea constituent del Sindicat Democràtic d'Estudians. Tanmateix, allí, al Convent de l'Ajuda, es va decidir organitzar l'Assemblea Constituent, al Convent de Sarrià, degut a la seva capacitat, per tal d'acollir dignament l'acte del dia 9 de març. A Sarrià, finalment, sí que hi van saber arribar els grisos; una convocatòria tan ampla i tan massiva, no deixava cap possibilitat a la clandestinitat. Amb tot, l'objectiu social i polític, ja s'havia aconseguit amb escreix.
Sens dubte, si no hagués estat pel ferm compromís amb la llibertat i la democràcia dels estudiants, l'èxit de les eleccions lliures, no hauria arribat a la Caputxinada. Pel camí, s'havien bastit un teixit d'accions decisives, per tal de suplantar per la via dels fets consumats, les tasques d'un S.E.U. acabat, i en mans de mandrosos ineptes, i corruptes. Aquella joventut, havia posat l'estora vermella als peus de l'anomenada flor i nata de la intel·lectualitat catalana. S'havia clavat una fita molt important que obria el camí a la recuperació social i política de Catalunya. Recordo que el Dr. José M. Valverde, professor d'Estètica, ens exhortava, vehement, a intentar l'enderrocament del règim franquista: "si no ho aconseguim ara, tardarem deu anys més a aconseguir-ho".
Així va ser, la societat, en el seu conjunt, no estava preparada, i hom va perdre una ocasió memorable per tal de canviar el curs de la nostra història. No estaria de més, que aquests esdeveniments, ja passats, servissin per a reflexionar sobre el present històric de Catalunya: polític, social, i religiós.